# 大眼鯛
大眼鯛，又稱大棘大眼鯛 ，又稱沙皮魚 ，中國稱短尾大眼鯛，俗名紅目鰱、紅嚴公，為大眼鯛屬的一個種。

## 分布
本魚分布於紅海、印度洋到太平洋區水深12-400米海域的底層，一般东至新喀里多尼亚，北至日本南部，南至澳大利亚的米德尔顿礁，但在北至彼得大帝湾的水域有离群个体的出现记录。

## 特徵
本魚體略高，側扁，呈長卵圓形；體最高處位於背鰭第六棘附近。眼特大，瞳孔大半位於體中線下方。吻短。口裂大，近乎垂直；下頜突出，頜骨、鋤骨和腭骨均具齒。前鰓骨後緣及下緣具鋸齒並具有一枚後向之長強棘。頭及體部皆被有粗糙堅實不易脫落之櫛鱗；側線完全，側線鱗孔數72至82枚。體背側呈鮮紅色，腹側則為銀白色。其明顯特徵為前鰓蓋骨後下方及鰓蓋骨後方有一硬棘突出，且背鰭、腹鰭及臀鰭上散佈著一些鮮黃色斑點，有些排列成行，有些則否。背鰭單一，具硬棘10枚，軟條12至14枚；臀鰭與背鰭幾相對，具硬棘3枚，軟條13至14枚；背鰭及臀鰭後端圓形；胸鰭短小；腹鰭中長，短於頭長；尾鰭截形，上下略突。體長可達30公分。體重在80-150克左右，最大可達500克。

## 生態
白天棲息在珊瑚礁下的洞穴，身上偶會出現斑駁的暗紋。夜間則成群到水層中間覓食，以較大型的浮游生物如蟹的幼苗、小魚或是頭足類為食。此時體色大多有銀色條紋。冬季到初春繁殖。

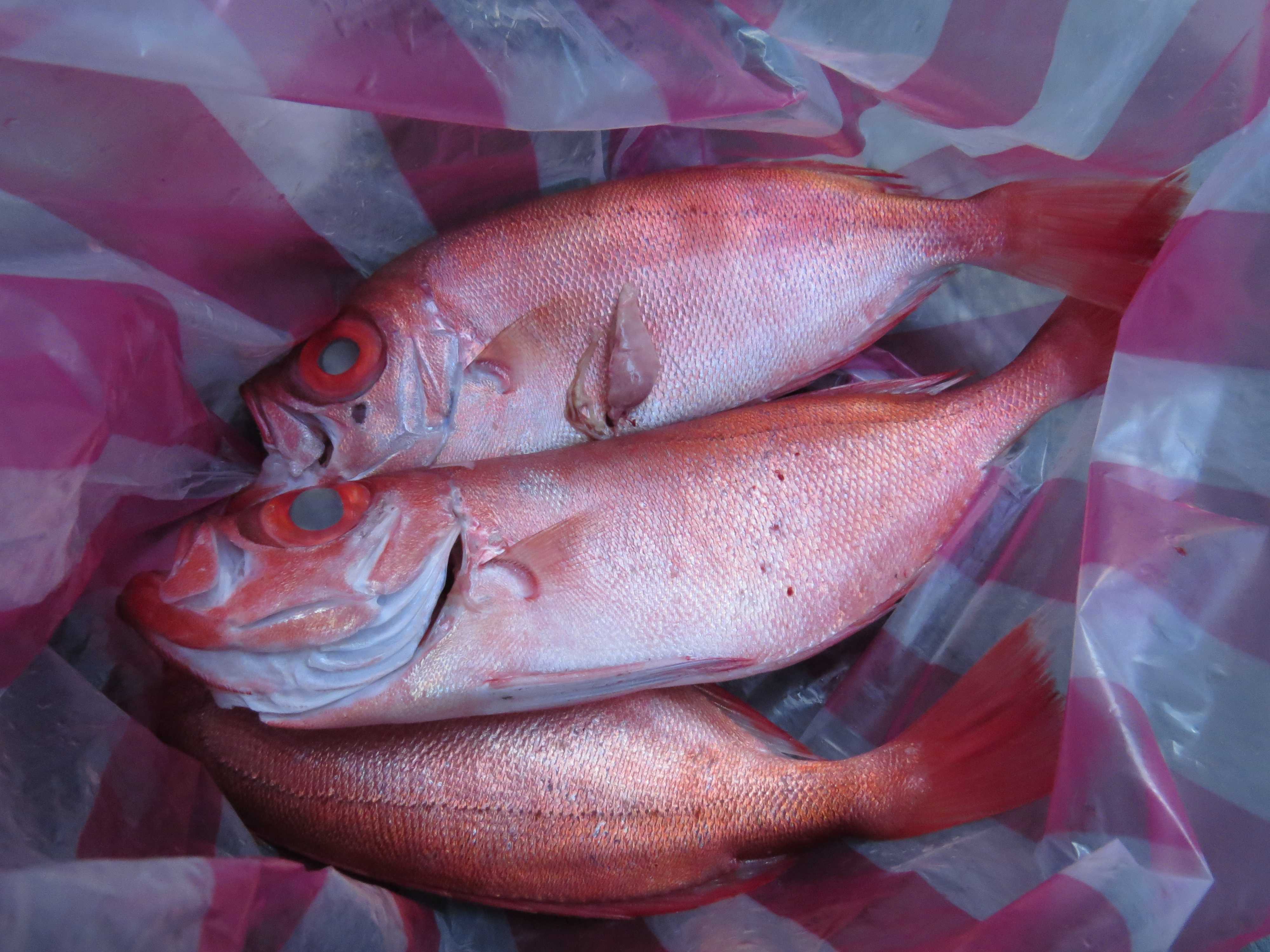
鱼市上的大眼鲷

## 經濟利用
该鱼为食用鱼。渔民多在黄昏或是黎明时分以钓鱼竿捕捉。其肉質細嫩，為鮮美的食用魚。其鱗與表皮堅硬，在煮熟後更容易除去。其數量由於大量捕撈而減少，但尚無大規模養殖。